# 千葉県道297号和田丸山線
千葉県道297号和田丸山線（ちばけんどう297ごう わだまるやません）は、千葉県南房総市を起点・終点とする一般県道。
千葉県道257号南安房公園線に対する別名「房総フラワーライン（第2フラワーライン）」と呼称されており日本の道100選に選定された。直線で快適に走れるのが特徴。
道路施設として道の駅ローズマリー公園が整備されている。

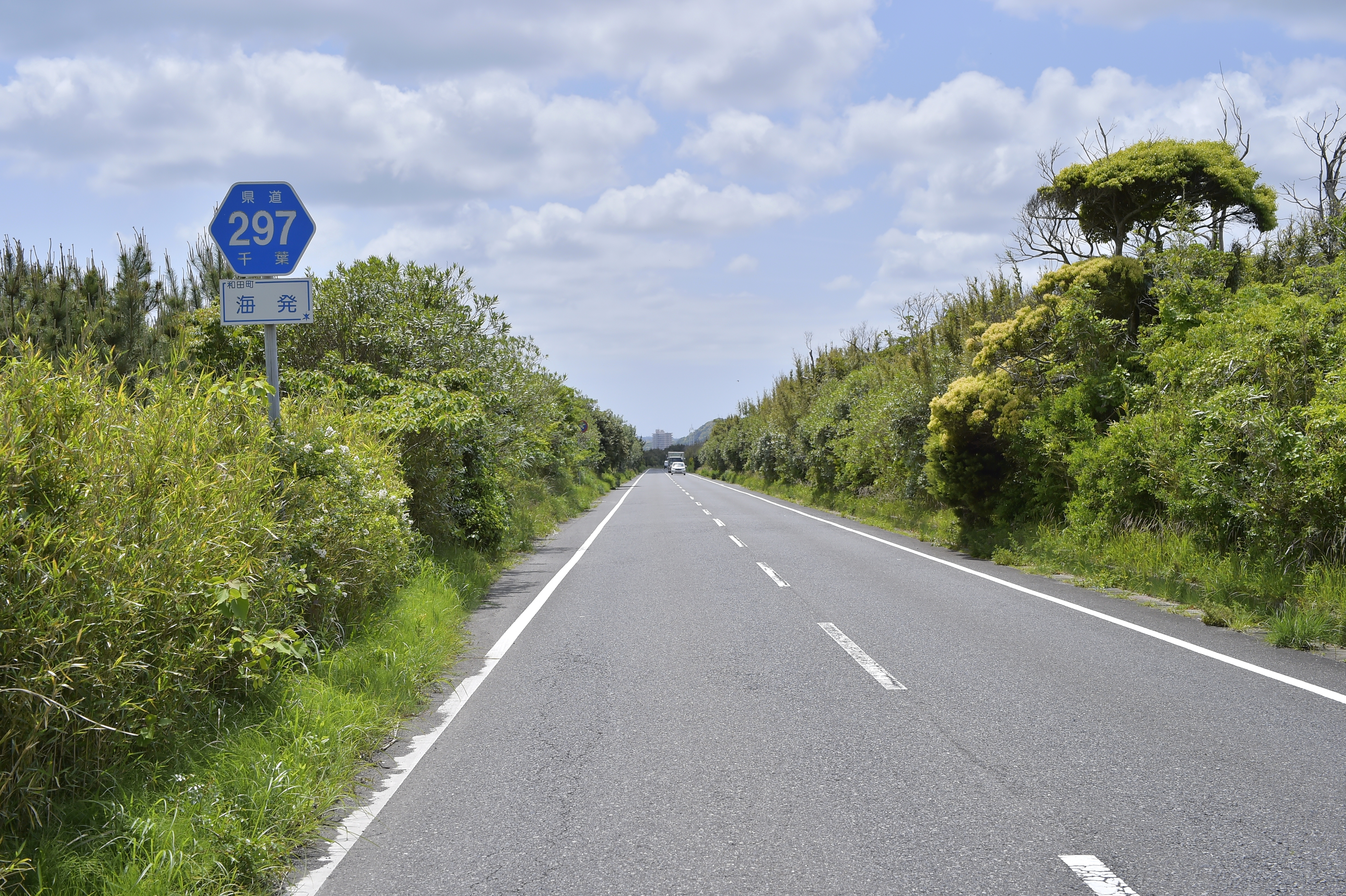
千葉県道297号和田丸山線
南房総市和田町海発（2023年4月）

## 路線データ
- 起点：南房総市和田町海発（フラワーライン入口交差点、国道128号交点）
- 終点：南房総市白子（信号無交差点、国道410号交点）
- 総延長：4.181 km（安房土木事務所管内：4.181 km[1]）
- 重用延長：なし（安房土木事務所管内：0.0 km[1]）
- 実延長：4.181 km（安房土木事務所管内：4.181 km[1]）

## 交通状況
- 平成22年（2010年）時での、和田丸山線の交通データについて以下の通りになっている[2]。
  - 24時間自動車類交通量では上下合計で、小型車3,590台、大型車568台、合計4,158台である。
  - 幅員構成については、道路部幅員・車道部幅員7.90m、車道幅員6.00m、歩道部幅員は存在しない。車線数は2車線である。

（いずれも観測地点は南房総市白子2792）

## 地理

### 通過する自治体
- 千葉県南房総市

### 交差する道路
- 国道128号 - 南房総市和田町海発（フラワーライン入口交差点、起点）
- 国道410号 - 南房総市白子（信号無交差点、終点）

### 周辺
- 道の駅ローズマリー公園